# Emilio Fernández de Angulo y Pons
Emilio Fernández de Angulo y Pons (Gijón, 29 de gener de 1815 - Madrid, 2 de gener de 1862) va ser un noble, polític i agent de borsa espanyol. Va ser comte consort de Cabarrús pel seu matrimoni amb Paulina Cabarrús.
Va néixer a Gijón el 29 de gener de 1815 en una família acomodada. Era fill de l'asturià Domingo Fernández de Angulo, que va ser administrador de rendes estancades d'Astúries, entre altres càrrecs vinculats a tresoreria i comptabilitat, i de la catalana Francesca Pons i Sagnier, natural de Mataró. Va casar-se el 1846 amb Paulina Cabarrús y Kirkpatrick, III comtessa de Cabarrús, amb qui va tenir successió.
Va actuar com a agent de borsa, i en l'àmbit polític va arribar a ser regidor de l'Ajuntament de Madrid. A més, va ser distingir com a cavaller de l'orde de Carles III i va ser nomenat gentilhome de cambra amb exercici del rei.
D'altra banda, també va ser un apassionat de la música i va conrear el cant, essent deixeble de Baltasar Saldoni. La seva veu de baríton va ser molt apreciada en els concerts dels cercles filharmònics de l'alta societat madrilenya. A més, també va posseir obres musicals de molta estima.
Va morir el 2 gener de 1862 a Madrid. La seva mort va ser sentida per familiars i amics.